# Philipp Lengsfeld

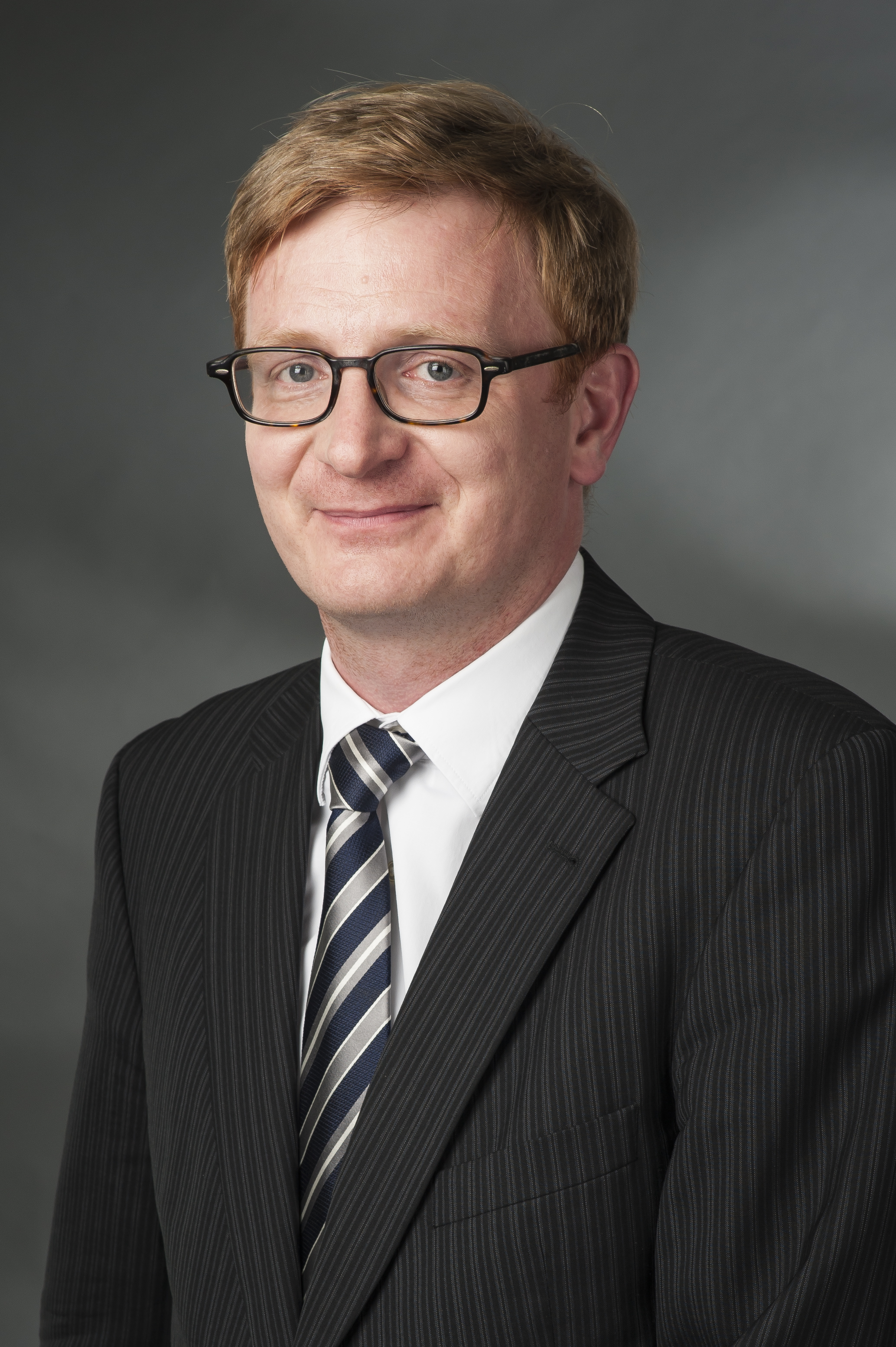
Philipp Lengsfeld (2014)

Philipp David Lengsfeld (* 21. März 1972 in Ost-Berlin) ist ein deutscher Politiker. Er war Mitglied der CDU und von 2013 bis 2017 Mitglied des Deutschen Bundestages. 2023 trat er aus der CDU aus. Zwischenzeitlich gehörte er auch der Werteunion an.
Lengsfeld wurde als Jugendlicher durch die Ossietzky-Affäre bekannt, als er wegen politischer Äußerungen 1988 zusammen mit Mitschülern von seiner Ost-Berliner Schule relegiert wurde. Seit 2017 positioniert er sich gegen die deutsche Klimaschutzpolitik und behauptet, der Klimawandel habe eher positive Auswirkungen. Die Ziele des Pariser Klimaschutzabkommens hält er für grundsätzlich unerreichbar.

## Leben

### Jugend
Lengsfeld ist der älteste Sohn der ehemaligen Politikerin Vera Lengsfeld und des Journalisten Sebastian Kleinschmidt. Aufgewachsen bei seiner Mutter besuchte er zunächst die POS „Wilhelm-Pieck-Oberschule“ in Pankow in einer Klasse mit erweitertem Russischunterricht. Im Sommer 1988 schloss er die POS ab und wechselte an die EOS „Carl von Ossietzky“ in Pankow. Als Schüler wurde er in der DDR-Bürgerrechtsbewegung Zeitzeuge der Ereignisse um die Umwelt-Bibliothek und die Zionskirche 1987 und der Liebknecht-Luxemburg-Affäre im Januar/Februar 1988, bei der seine Mutter zunächst verhaftet, dann wegen „Versuchter Zusammenrottung“ zu einer sechsmonatigen Gefängnisstrafe verurteilt und schließlich Anfang Februar 1988 nach Protesten im In- und Ausland zu einem Studienaufenthalt nach England entlassen wurde. Da dieser Studienaufenthalt für zunächst ein Jahr geplant war und Lengsfeld sich in der Phase der Abschlussprüfungen der 10. Klasse befand, blieb er in der DDR.

### Ossietzky-Affäre
Siehe auch Ossietzky-Affäre.
Am 11. September 1988 zeigte Lengsfeld gemeinsam mit anderen Schülern der Carl-von-Ossietzky-Oberschule aufgrund einer wörtlich genommenen Aufforderung zur freien Meinungsäußerung während einer Gedenkveranstaltung zur Ehrung der Opfer des Faschismus selbstgemalte Transparente gegen Neonazis in der DDR. Nachdem die Schüler in den darauffolgenden Tagen auch kritische Beiträge zur Situation in Polen, gegen Militärparaden und die NVA an den schuleigenen „Speaker’s Corner“ geklebt und diese Äußerungen nicht zurückgenommen hatten, wurden Lengsfeld sowie Katja Ihle, Benjamin Lindner und Kai Feller am 29. September von ihren Klassenmitgliedern aus der FDJ ausgeschlossen und am 30. September vor versammelter Gesamtschülerschaft der Schule verwiesen. Trotz massiver Proteste innerhalb und außerhalb der DDR erfolgte die Rehabilitierung der vier Ossietzkyschüler erst im Zuge der Wende im November 1989. Jens Reich nannte in dieser Zeit die „mutigen Ossietzky-Schüler“ „Pioniere“ der 89er-Bewegung in der DDR.

### Weitere schulische Laufbahn, Studium und Beruf
Lengsfeld verließ die DDR im November 1988 mit einem einjährigen Dauervisum und folgte seiner Mutter nach England. In Cambridge besuchte er 1988/89 ein staatliches Sixth Form College. Nach Rehabilitierung der Ossietzkyschüler am 1. November 1989 kehrte Lengsfeld am 9. November 1989 nach Berlin zurück und besuchte nach seiner Rückkehr ab dem 12. November 1989 erneut die Ossietzky-Schule. 1990 wurde er deren erster frei gewählter Schulsprecher.
Lengsfeld studierte Physik an der TU Berlin. Diplomarbeit und Promotion erfolgten im Institutsteil Berlin-Adlershof des Hahn-Meitner-Instituts. 2002 wechselte Lengsfeld zu Bayer HealthCare Pharmaceuticals.

### Politischer Werdegang
Lengsfeld ist seit 1995 politisch aktiv. Zunächst bei Bündnis 90/Die Grünen, wechselte er 2001 mit Antritt des rot-roten Senates in Berlin zur CDU. Lengsfeld war von 1995 bis 1999 Abgeordneter in der Bezirksverordnetenversammlung Prenzlauer Berg sowie 2001 und von 2006 bis 2011 Abgeordneter in der BVV Pankow. Lengsfeld trat für die CDU bei der Bundestagswahl 2013 an; als Direktkandidat unterlag er im Wahlkreis Berlin-Mitte, zog aber über die Landesliste in den Bundestag ein. Dort wurde er Mitglied der Deutsch-Koreanischen Parlamentariergruppe. Im Februar 2017 unterlag er bei der Abstimmung über die erneute Bundestagskandidatur dem ehemaligen Berliner CDU-Vorsitzenden und Innensenator Frank Henkel und schied mit Ablauf der Legislaturperiode aus dem Bundestag aus. Am 1. Juli 2023 gab er seinen Austritt aus der CDU bekannt.
Lengsfeld war Mitglied des Berliner Kreises der CDU und war Mitglied des Bundesvorstands des Vereins Werteunion.
Lengsfeld war Mitglied des Forschungsausschusses des Bundestages.

## Positionen und Kontroversen

### Klima und Energie
Lengsfeld sieht den Ausbau von erneuerbaren Energien als "exzessiv" an. In seinem Grußwort beim Jahreskongress 2016 des AfD-nahen Klimawandel-Leugner-Vereins Europäisches Institut für Klima und Energie (EIKE) bezeichnete er den Konsens in der Klimaforschung als „autokratisches System“. Im Jahr 2019 gründete Lengsfeld gemeinsam mit Fritz Vahrenholt die re:look climate gGmbH, die sich nach eigenen Angaben kritisch mit wissenschaftlichen Arbeiten und Erkenntnissen im Bereich Klima- und Umweltwissenschaft auseinandersetzt.
Im Juni 2017 unterzeichnete Lengsfeld wenige Tage nach der Ankündigung Donald Trumps, dass die Vereinigten Staaten aus dem Pariser Klimaschutzabkommen aussteigen würden, neben anderen Vertretern des Berliner Kreises der CDU/CSU ein Positionspapier, das die deutsche Klimaschutzpolitik unter Angela Merkel stark kritisierte. Die Unterzeichner bestreiten darin die „solitäre Rolle des Treibhauseffektes“, sehen eher positive Auswirkungen des Klimawandels, kritisieren den Weltklimarat IPCC als „Weltrettungszirkus“ und halten die gesteckten Ziele aus dem Pariser Abkommen für unerreichbar.

### Gleichstellung
Lengsfeld ist Gegner der Gleichstellung der Ehe für schwule und lesbische Paare.

### Sonstiges
In der Kontroverse um die Benennung des Großbezirks Pankow nach der Bezirksfusion 2001 (Zusammenschluss der Alt-Bezirke Weißensee, Pankow, Prenzlauer Berg) war Lengsfeld ein Gegner der Versuche, die durch die Bezirksverordnetenversammlung 2001 getroffene Entscheidung für den Namen Pankow rückgängig zu machen. Der Namensstreit wurde letztlich zu Beginn der nächsten Legislaturperiode beigelegt.

## Privates
Lengsfeld ist evangelisch, verheiratet und Vater zweier Kinder. Er ist ein Enkelsohn des Pfarrers und religiösen Sozialisten Karl Kleinschmidt. Sein Großvater mütterlicherseits war Franz Lengsfeld, ein Oberstleutnant des MfS.

## Publikationen
- Successive Laser Crystallization of Doped and Undoped a-Si:H. Dissertation, TU Berlin 2001, doi:10.14279/depositonce-304
- mit Norbert H. Nickel: Structural and Electronic Properties of Laser-Crystallized Poly-Si. In: Semiconductors and Semimetals. Volume 75: Laser Crystallization of Silicon – Fundamentals to Devices, S. 119–172, Academic Press 2003, ISBN 978-0-12-391084-4 (und 2004: ISBN 978-0-12-752184-8).
- mit Christiane Pering, Peter Seidensticker: Iso- versus Low-Osmolar Contrast Media and Contrast Medium–induced Nephropathy. (PDF; 105 kB) In: Radiology, Volume 250, Number 1, Januar 2009, S. 298 f.
- mit Christoph Panknin, Vivek Verma (Hrsg.): Dual Source CT – Asian Adaptation. (Engl.) Springer 2010, ISBN 978-3-642-15133-0.
- mit Stephan Achenbach, Thorsten Johnson, Stephan Ulzheimer: Flash Imaging. Springer 2012, ISBN 978-3-642-24593-0.